# Quartier des Champs-Élysées
Das Quartier des Champs-Élysées ist das 29. der 80 Quartiers (Stadtviertel) von Paris im 8. Arrondissement.

Die Stadtviertel im 8. Arrondissement

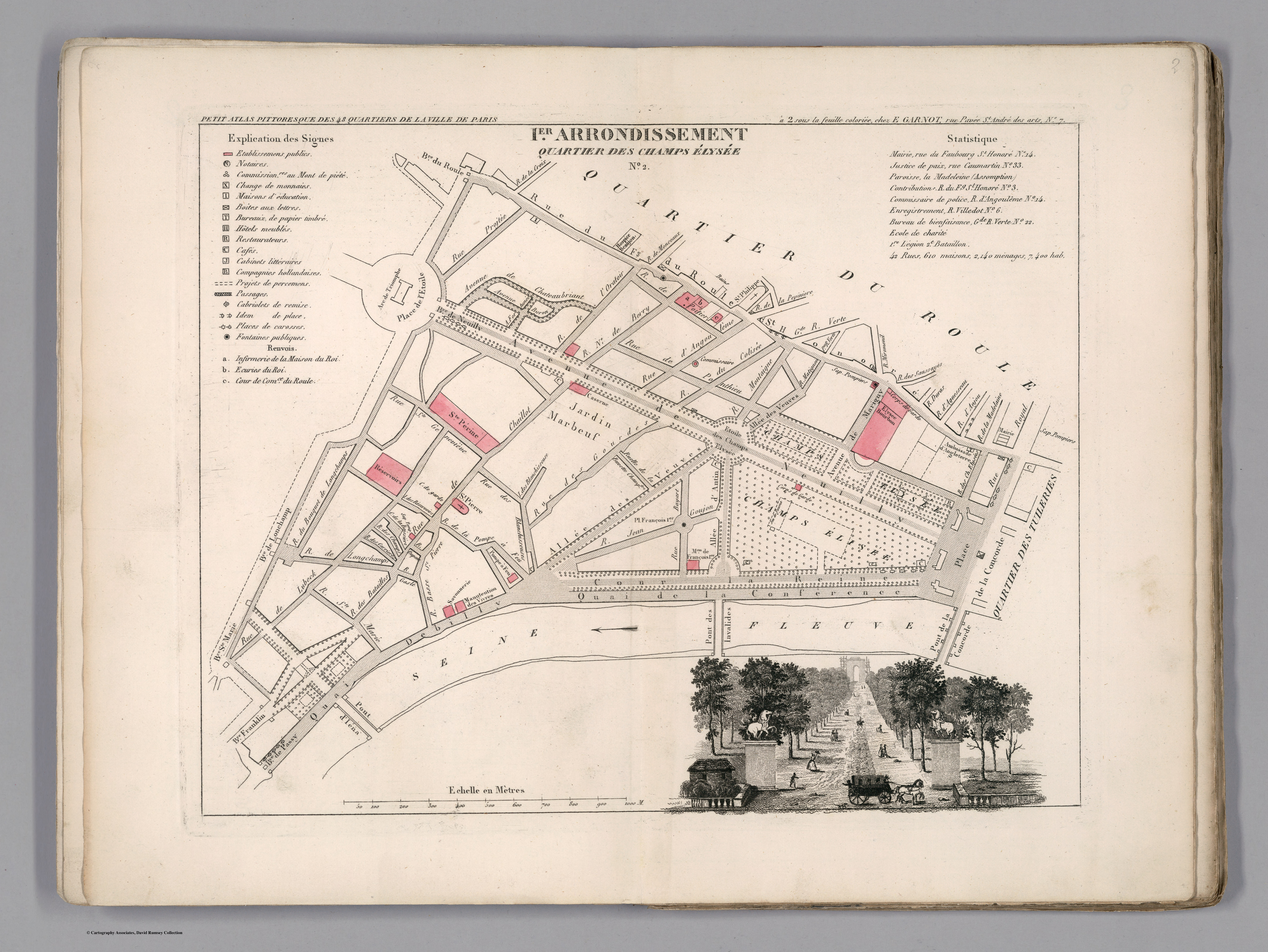
Plan des ehemaligen 1. Arrondissement von 1834

## Lage
Der Verwaltungsbezirk im 8. Arrondissement von Paris wird von folgenden Straßen begrenzt:
- Westen: Hier bilden die Avenue Marceau und die Avenue des Champs Élysées beim Arc de Triomphe eine Spitze.
- Osten: Place de la Concorde
- Süden: das Seineufer:
- Norden: Hier bildet die „schönste Avenue der Welt“ die Grenze: Avenue des Champs Élysées, vom Place Charles de Gaulle zum Rond-Point des Champs Élysées-Marcel Dassault, ein Teil der Avenue Matignon und der Avenue Gabriel.

## Namensursprung
Da das Viertel auf dem ehemaligen „Feld von Elysium“ (Champs Élysée) entstanden ist, erhielt es diesen Namen.

## Geschichte
In einem damals wenig erschlossenen Sektor im Westen von Paris wurde 1790 der Verwaltungsbezirk Champs-Élysées gebildet, der 1795 zum Stadtviertel der Champs-Élysées wurde und sich damals im 1. Arrondissement von Paris befand. Dessen Grenzen begannen am rechten Ufer der Seine, bei der Brücke Louis-XVI (heute:Pont de la Concorde) bis zur Barrière de Passy, von da der Mauer entlang nach rechts bis zur Barriere von Roule und weiter nach rechts entlang der Rue du Faubourg Saint-Honoré, der Rue Royale über den Place Louis XV bis zur Brücke Louis XVI.
Nach der im Jahr 1860 erfolgten Neuordnung von Paris wurde das Viertel verkleinert und auf den südlich der Avenue gelegenen Teil beschränkt.

## Sehenswürdigkeiten
Das Quartier gehört wohl zu den Vierteln mit den wenigsten Wohnungen in Paris, denn die unter der Veränderungen durch Haussmann geschaffenen Einheiten sind heute meist zu Geschäftsräumen geworden. Besonders der als das Goldene Dreieck bekannte Teil ist bei den Touristen wegen seiner Geschäfte und Theater beliebt.
- Die Champs-Élysées (Dabei ist es unerheblich, dass die Nordseite zum Quartier du Faubourg-du-Roule gehört.)
- Grand Palais mit den Galeries nationales du Grand Palais und dem Palais de la découverte
- Petit Palais
- Place de la Concorde mit dem Obelisk von Luxor
- Port de la Conférence mit der Basis der Bateaux Mouches am Seineufer

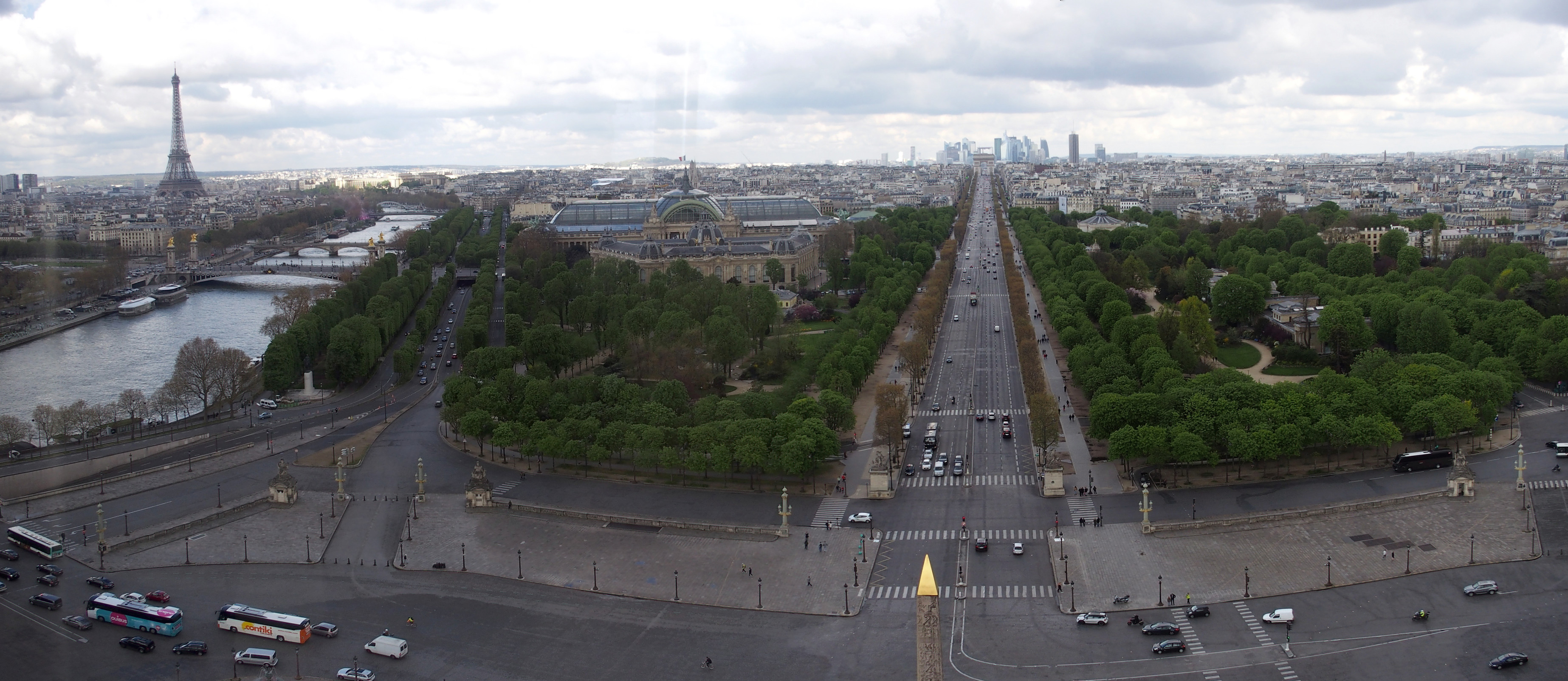
Sicht nach Westen entlang der Avenue des Champs-Élysées vom Riesenrad mit dem Place de la Concorde und den Jardins des Champs-Élysées im Vordergrund

### Botschaften
- Deutsche Botschaft Paris
- Ambassade du Brésil en France
- Ambassade de Chine en France
- Ambassade d’Espagne en France
- Ambassade de Norvège en France

### Grünanlagen
- Jardin des abords du Petit-Palais
- Jardin de la Nouvelle-France
- Jardins des Champs-Élysées
- Square de Berlin

### Kirchen
- Cathédrale de la Sainte-Trinité, auch bekannt unter dem Namen Cathédrale américaine von der Episkopalkirche der Vereinigten Staaten von Amerika mit Anglikanischem Kult
- Cathédrale arménienne Saint-Jean-Baptiste de Paris, eine Armenische Apostolische Kirche
- Chapelle Notre-Dame-de-Consolation, eine katholische Kapelle, die den Opfern des Brandes des Bazar de la Charité geweiht ist und an der Stelle dieser Katastrophe errichtet wurde. Seit März 2013 wird sie von der Priesterbruderschaft St. Pius X. betreut.

### Theater, Revue u. ä.
- Crazy Horse Saloon
- Espace Cardin (Pierre Cardin)
- Théâtre des Champs-Élysées
- Théâtre Marigny
- Théâtre du Rond-Point
- Théâtre Vrai Guignolet (Marionettentheater)

### Brücken
(von West nach Ost)
- Pont de l’Alma
- Pont des Invalides
- Pont Alexandre III
- Pont de la Concorde